# Улица Карла Либкнехта (Калуга)
Улица Карла Либкнехта — улица в городе Калуге. Проходит от Пятницкого кладбища до Грабцевского шоссе.

## История
В дореволюционный период улица называлась Алексеевским переулком из-за стоящей на перекрестке Церкви во имя Алексея Митрополита, которая была снесена в 1950-х годах.
После Октябрьской революции старые названия улиц стали сменяться на новые, соответствующие коммунистической идеологии. Изменения затронули и Алексеевский переулок, который переименовали в улицу Карла Либкнехта, это название дошло до наших дней. Улицу назвали в честь немецкого революционера Карла Пауля Фри́дриха А́вгуста Ли́бкнехта (1871—1919), одного из основателей коммунистической партии Германии.